# Ali Abu l-Hasan as-Said
Ali Abu l-Hasan as-Said (arabisch علي أبو الحسن المعتضد بالله السعيد بن المأمون, DMG ʿAlī Abū l-Ḥasan al-Muʿtaḍid bi-llāh as-Saʿīd b. al-Maʾmūn) war der zehnte Kalif der Almohaden (1242–1248).
Als Nachfolger seines Bruders Abd al-Wahid II. ar-Raschid (1232–1242) versuchte Ali Abu l-Hasan as-Said das Almohadenreich zumindest in Marokko zu bewahren. Zunächst konnte er auch Erfolge erzielen, als er mit den Meriniden/Banu Marin, den bisherigen Feinden der Almohaden ein Bündnis abschließen und sie als Söldner gegen die Abdalwadiden einsetzen konnte. Doch bald fielen die Meriniden von den Almohaden wieder ab und begannen mit der Eroberung von Nordmarokko. 1245 ging Meknès und 1248 Fès an die Meriniden verloren, die damit das nördliche Marokko kontrollierten.
Unter seinen beiden Nachfolgern Umar al-Mustafiq (1248–1266) und Abu Dabis (1248–1269) konnten sich die Almohaden noch bis 1269 in Südmarokko behaupten. Mit der Eroberung von Marrakesch durch die Meriniden (1269) wurde das Reich der Almohaden endgültig zerschlagen.
In Dantes Göttlicher Komödie tritt Kalif Ali Abu l-Hasan as-Said als „gefleckter Mond“ in Erscheinung.